# حرخوف
حرخوف (2420 – 2270 ق.م.)، كان حاكمًا مصريًا لإلفنتين في القرن 23 قبل الميلاد، في مصر العليا، وقائد الجنود، ومدير كل البلاد الأجنبية في الجنوب في ظل حكم كل من مرن رع الأول رابع ملوك الأسرة المصرية السادسة (حوالي 2255-2246 قبل الميلاد)، وبيبي الثاني، آخر ملوك الأسرة السادسة (حوالي 2246-2152 قبل الميلاد). ودفن في إلفنتين. وقد نقش سيرته على جدران مقبرته في قبة الهوا على الضفة الغربية للنيل أمام أسوان، بالقرب من الشلال الأول. وتعد سيرته من المواد الهامة في علم المصريات.
كل ما عرف عن حياته يأتي من النقوش الموجودة في مقبرته في قبة الهوا. كان عمله الأساسي هو التجارة مع النوبة، إقامة روابط سياسية مع القادة المحليين، وتمهيد الأرضية للتوسع المصري في النوبة. قاد أربع بعثات كبرى إلى النوبة. وتعتبر روايته المكتوبة عن هذه الحملات أهم مصدر لعلاقات مصر مع النوبة في هذا الوقت. في آخر رحلة استكشافية، أحضر معه قزم للملك بيبي الثاني.
سافر مسافة كبيرة إلى أرض تسمى إيام 𓇋𓌳𓅓𓆭𓈉، والتي ربما تتوافق مع السهل الخصب الذي يفتح جنوب الخرطوم الحديثة، حيث ينضم النيل الأزرق إلى الأبيض. ومع ذلك، اعتقد جان يويوت أن يام تقع شمالًا في الصحراء الليبية. ولقد عاد حرخوف من هذه الحملات معه 300 حمار محملين بشحنات كبيرة من المنتجات الأجنبية مثل البخور والأبنوس وجلود الفهد والعاج.
تعكس النقوش الموجودة في مقبرة حرخوف التغييرات في النظرة المصرية إلى العالم التي كانت تحدث خلال أواخر المملكة المصرية القديمة والعصر الوسيط الأول، حيث أصبح شخص الملك أكثر إنسانية وأظهر المشاعر والاهتمامات، أثناء التعليق على شخص يقود حياة أخلاقية بمساعدة جاره: «أعطيت الجياع خبزًا، وكساء عريانًا، نقلته الذي ليس لديه قارب».

## أسرته
وُلد حرخوف لعائلة نبيلة في جزيرة إلفنتين وكان مسؤولًا في المحكمة مع اثنين من الملوك المصريين من الأسرة السادسة: مرن رع الأول وبيبي الثاني. يعرف حرخوف عن حياته والبعثات الأربع التي قام بها في النوبة من خلال نقوش قبره في أسوان.
تم ذكر ما مجموعه ثلاثة أفراد من العائلة في قبر حرشوف. من ناحية، هناك والده إيري، الذي كان يحمل ألقاب «الصديق الوحيد» و «الكاهن المطلع». كانت زوجة حرشوف تيبمنفرة، واسمها الجميل تيبي. حملت ألقاب «أحد معارف الملك» (أي سيدة الانتظار) و «خادمة حتحور». كان الطفل الوحيد للزوجين هو ابنهما دجيمي، واسمه الجميل مستني أو مسني. حمل هذا ألقاب «الصديق الوحيد» و «الكاهن المطلع» و «رئيس الناطقين بلغة أجنبية» التي يمتلكها والده أيضًا.

## رحلاته إلى النوبة
كانت علاقات مصر مع النوبة مهمة في ذلك الوقت بسبب وفرة الموارد الطبيعية المتاحة للأراضي الأخيرة، مثل الذهب والصودا (خليط من الملح والرماد يستخدم على نطاق واسع في التحنيط)، وأيضًا لأنها يسيطر عليها الجنوب. غرب الطرق التجارية مع القارة الأفريقية. كانت أول حملتين شارك فيهما حرخوف بعثات حسن النية، حيث أحضروا فيهما هدايا من مصر لإقامة صداقة مع القادة النوبيين. قررت مجموعة حرخوف، التي قامت بالرحلة الأولى مع والدها إيري، عدم النزول إلى النيل لتجنب الهجمات النوبية المحتملة. بدلاً من ذلك، فعل ذلك عبر الصحراء، بقافلة من الحمير والجنود محملة بالهدايا من زعماء يام والطعام والماء لجميع مكونات القافلة.
كانت الرحلة الثالثة، مع ذلك، ذات طبيعة دبلوماسية أكثر من أجل تهدئة حكام يام، الذين كانوا في حالة حرب، وحققوا السلام أخيرًا. قبل وفاته، كان لا يزال يسافر مرة أخيرة إلى الدولة النوبية، بعد وفاة مرن رع الأول، بصفته مسؤولًا ملكيًا موثوقًا به، من أجل إحضار الأقزام كهدية للملك الشاب بيبي الثاني.

### الرحلة الأولى
التقرير عن الرحلة الأولى موجز للغاية. تم تكليف حرخوف ووالده إيري من قبل الملك مرن رع الأول لاستكشاف الطريق إلى أرض يام. استغرقت الرحلة سبعة أشهر. جلبت حرشوف العديد من البضائع من يام إلى مصر وتم الإشادة بها بشدة.

### الرحلة الثانية
في الرحلة الثانية، كان حرخوف في القيادة. قام في تقريره بتسمية العديد من أسماء الأماكن: سافر على طريق إلفنتين وفي طريقه إلى يام جاء عبر بلدان إرتجيت وميشير وتيريريس، والتي ربما كانت جزءًا من وحدة سياسية تسمى إرتجيت. في طريق العودة جاء إلى بلاط حكام سيتجو وإرتجيت. استغرقت الرحلة ثمانية أشهر وتم جلب العديد من البضائع إلى مصر. في تقريره، يدعي حرخوف الشهرة بأنه لم ينجز أي قائد حملة مآثر مماثلة قبله.

### الرحلة الثالثة
الرحلة الثالثة موصوفة بأكثر الطرق تفصيلاً: نقطة البداية هي تا-ور. من هناك، تحرك حرخوف على طريق الواحة إلى الجنوب الغربي، حيث التقى بحاكم جام، الذي كان يشن حملة ضد الليبيين. من الواضح أن هذا الحدث أخر جدول الرحلة الاستكشافية، حيث أرسل حرشوف أحد رجاله ومرؤوسًا من حاكم جام إلى الديوان الملكي المصري للإبلاغ عن التأخير. تبع ذلك مقايضة بين حرشوف وحاكم جام وحرشوف وصلت إلى منطقة جنوب إرتجيت وشمال سيتجو في طريق العودة إلى الوطن. اجتاز المنطقة بقافلة من 300 حمار محملة بالبخور والأبنوس وزيت حقنو وأشياء أخرى. التقى مرة أخرى بحاكم إرتجيت وسيتجو، الذي في هذه الأثناء كان قد وضع دولة واوات تحت سيطرته. بما أن حرشوف كان معه جيش قوي، بما في ذلك قوات من إيام، لم تكن هناك اشتباكات معادية. بدلاً من ذلك، أعطى الحاكم لحرخوف ماشية وسلوكًا آمنًا عبر إمبراطوريته. في الطريق إلى المقر، التقى حرخوف المسؤول تشوني مع عدة سفن.

### الرحلة الرابعة
تمت الرحلة الرابعة بعد وفاة مرن رع الأول، في وقت مبكر من عهد خليفته بيبي الثاني. لا يوجد تقرير مباشر عن هذا. بدلاً من ذلك، كان لدى حرخوف رسالة من الملك الشاب تم نسخها على واجهة قبره. هذه الرسالة مؤرخة في السنة الثانية من الحكم، الشهر الثالث من موسم عاشيت، اليوم الخامس عشر. وهي رد على تقرير أرسله حرخوف إلى الملك. يعبّر بيبي فيه عن سعادته البالغة لجلب حرخوف «قزم الإله يرقص» إلى البلاط، يحث حرخوف على الإسراع ويأمره بمراقبة القزم حتى لا يسقط في الماء أثناء قيادته على النيل.

## نقوش القبر
تم ذكر سرد مسيرة حرخوف من خلال صلاة القرابين والدفن الجيد، وقائمة الفضائل - المكونات المعيارية للسيرة الذاتية للمقبرة. منحوتة على السطح الخارجي للحجر الناعم المتقشر للمقبرة ثمانية وخمسون سطراً. فيما يلي وصف للنقوش على جانبي القبر.
تم بناء مقبرة في مقبرة قبة الهوا، اكتشفها وفحصها في عام 1892 من قبل إرنستو شياباريللي. منحوتة من الصخرة، توجد غرفة مساحتها 25 مترًا مربعًا بها أعمدة عند المدخل سجل فيها سردًا تفصيليًا لحياته وأسفاره وألقابه، بالإضافة إلى الرسالة التي أرسلها بيبي الثاني بعد رحلته الرابعة.

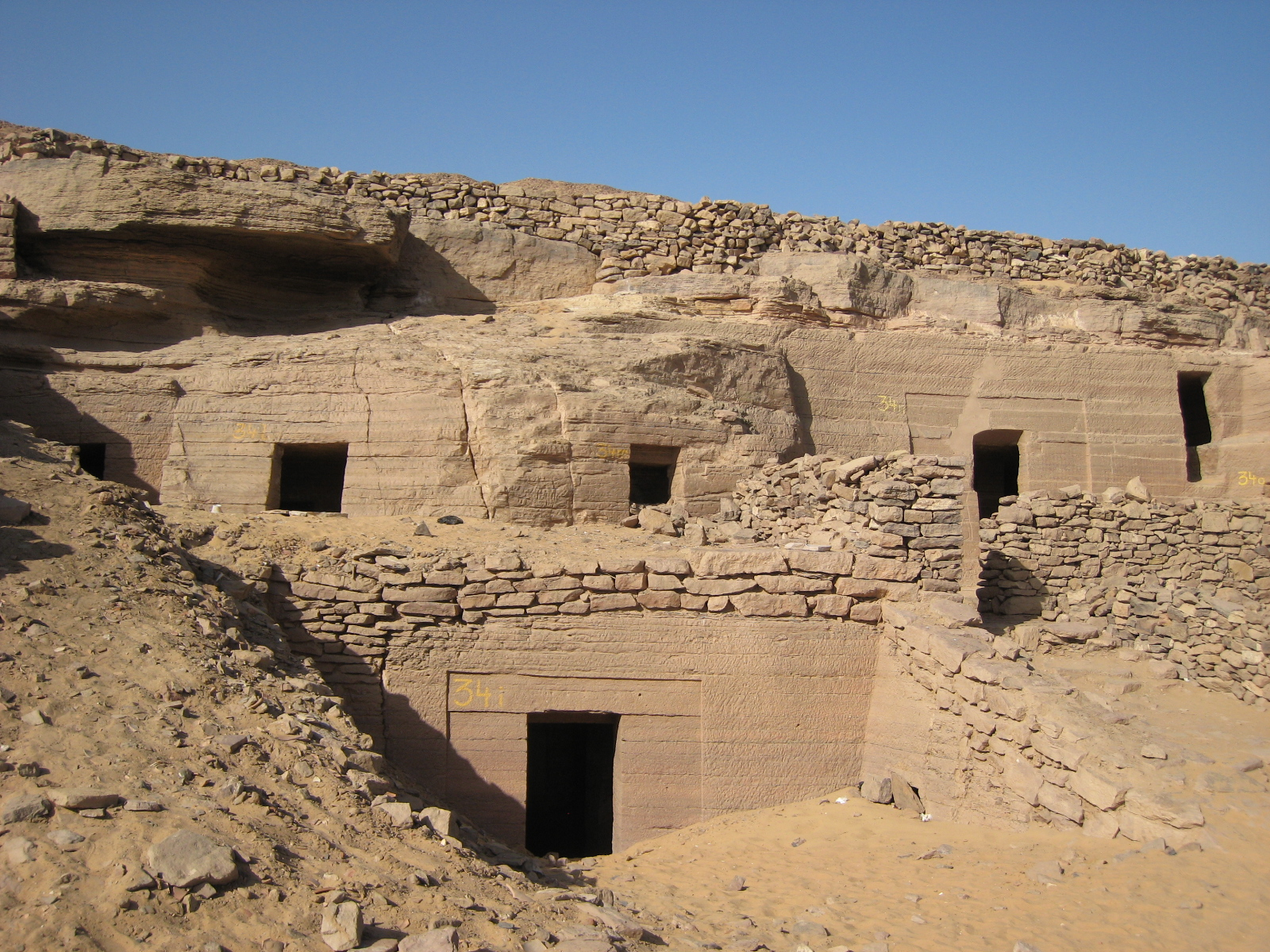
مقبرة حرخوف ومقابر أخرى بقبة الهوا
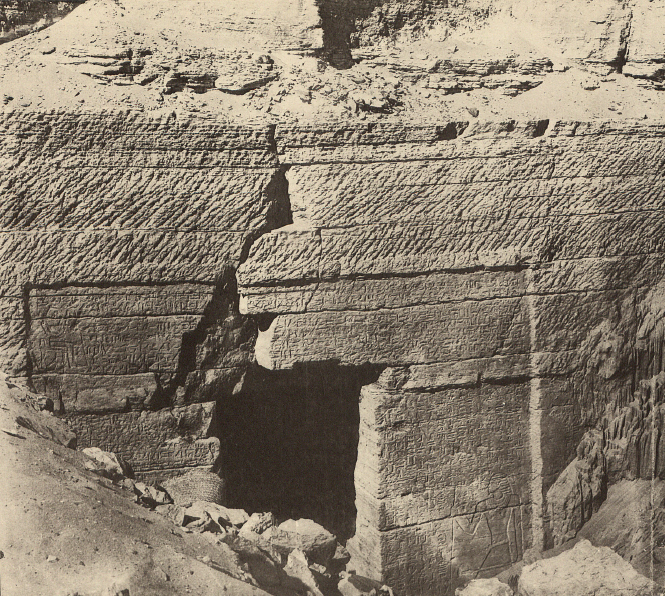
القبر حوالي عام 1890
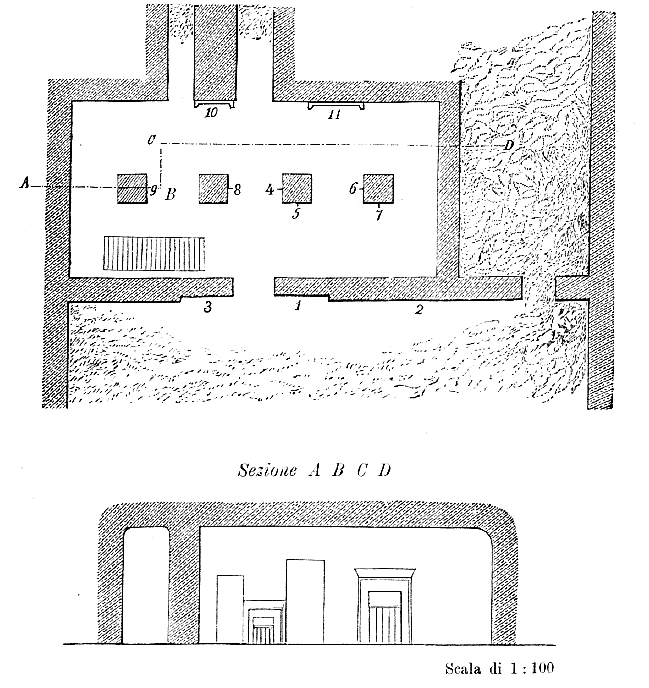
مخطط الأرض والمقطع العرضي للقبر
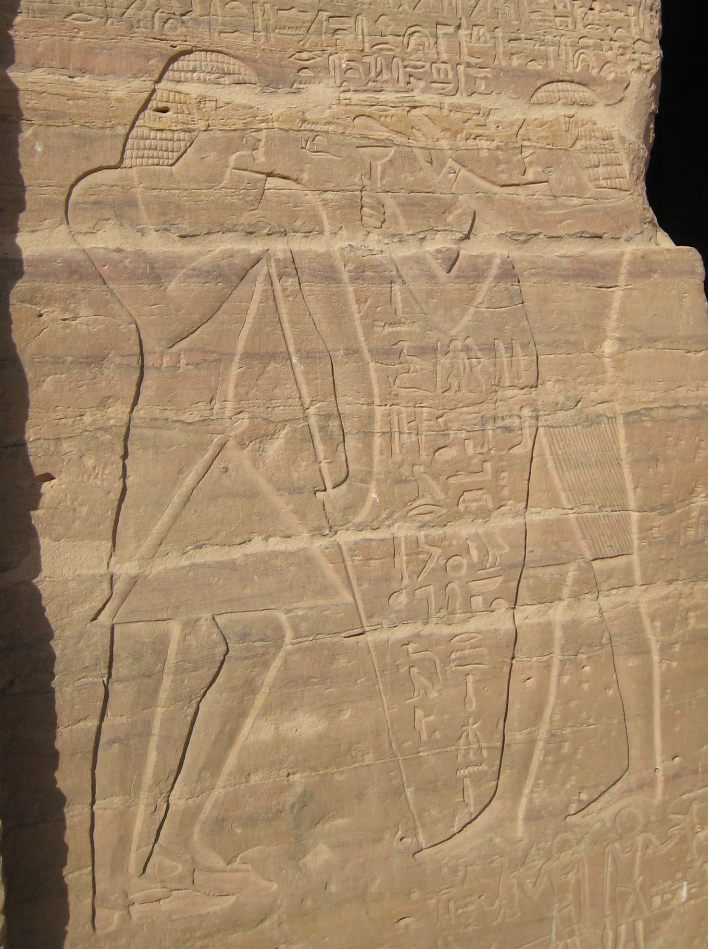
تمثيل جيمي عند الذبيحة أمام والده ؛ قبر حرخوف

### فوق المدخل (ثمانية خطوط)
ولحرخوف صلاة الذبيحة والدفن الحسن. يذكر «القربان الذي يقدمه الملك وأنوبيا». وهذا يدل على أهميته وتسلسله الهرمي في مصر. حتى الملك يعطي قربانًا، ويكشف أكثر. يذكر حرخوف ألقابه مثل حاكم مصر العليا، ويصلي من أجل رحلة سلمية في الآخرة، ويذكر العديد من الأعياد وأن يتم الاحتفال به. أخيرًا، يتم تضمين قائمة فضائله، مثل عدم الحكم بين شخصين، ومساعدة المدنيين الآخرين، وبناء منزل. هذا يشبه إلى حد بعيد واجبات الملك؛ حرخوف، وهو كاهن محترم للغاية، لديه هذه الصفات الشبيهة بالملك بالنسبة له.

### الجانب الأيمن من المدخل (أربعة عشر سطراً)
يروي حرخوف رحلته الاستكشافية إلى إيام (الواقعة في النوبة العليا)، المرة الأولى مع والده، حاملاً الهدايا والمنتجات. الرحلة الثانية تمت بمفرده حيث سافر عائدًا عبر أراض أجنبية أخرى، مشيرًا إلى أن هذا لم يقم به أحد من قبل، ومرة أخرى حاملاً هدايا جميلة. في الرحلة الثالثة إلى إيام، وجد أن الحاكم قد ذهب إلى أرض تجمعة ليضرب التجمعة؛ لكن حرخوف كان قادرًا على إرضاء حاكم يام، وامتدح حاكم يام جميع الآلهة.

### الجانب الأيسر من المدخل (عشرة أسطر)
بعد إرضاء حاكم يام، نزل حرخوف عبر جنوب إرتجيت وشمال سيتجو. وجد حاكمهم، الذي أعجب بكل بضاعته ومنتجاته بالإضافة إلى القوات العديدة من يام معه، أن الحاكم رافقه وقاده إلى طريق إرتجيت الجبلي.

### أقصى اليمين (ستة وعشرون سطراً)
يصف قبر حرخوف نص رسالة تلقاها من الملك نفر كارع، حيث يعبر بوضوح عن حرصه على رؤية الأقزام الذي كان حرخوف يحضره معه. لنجاحه، وعد حرخوف بالعديد من التكريمات الجديرة من قبل الملك.
ذكرت رحلات حرخوف أن الغرض الوحيد هو الوصول إلى يام، والحصول على المنتجات المطلوبة، والعودة إلى مصر.